# Hanoch Yelon
Hanoch Yelon (en hebreo: חנוך ילון‎); (Galitzia, Imperio austrohúngaro, 13 de mayo de 1886 - Jerusalén, Israel, 18 de enero de 1970) fue un lingüista israelí y destacado investigador talmúdico. Uno de los eruditos más importantes de la literatura rabínica, y ganador del Premio Israel de Estudios judaicos en 1962.

## Biografía
Yelon nació en 1886 en un pequeño pueblo de Galitzia, entonces parte del Imperio austrohúngaro (más tarde parte de Polonia y actualmente en Ucrania).
Tras el final de la Primera Guerra Mundial, se mudó a Viena y en 1921 emigró a Eretz Israel, para vivir en Jerusalén. Por invitación del rabino Lifshitz comenzó a enseñar en el Seminario de Maestros Mizrahi (actual Lifshitz College – Colegio Académico Religioso de Educación). Fue elegido miembro del Comité de la Lengua Hebrea y miembro de la Academia de la Lengua Hebrea tras su creación.
Yalon investigó profundamente los escritos de los Jajamim (Sabios judios), así como las escrituras del Tanaj y la literatura de los piyyutim (poesía litúrgica). Puntuó las seis órdenes de la Mishná, que salió con el comentario de Hanoch Albeck.
Yelon, que fue un experto en gramática y Mishná hebrea, vocalizó el texto en la edición de la Mishná de Hanoch Albeck.
Yalon recibió un doctorado honorario de la Universidad Hebrea de Jerusalén y el Premio Israel en Estudios Judaicos en 1962.
Falleció a la edad de 84 años en Jerusalén.

## Premios
- En 1962, Yelon recibió el Premio Israel de Estudios judaicos.[2]